# 拉吉斯拉夫·热姆拉
拉吉斯拉夫·热姆拉（捷克語：Ladislav Žemla，1887年11月6日—1955年6月18日），捷克斯洛伐克男子网球运动员。他曾代表波西米亚和捷克斯洛伐克参加1908年、1912年、1920年和1924年夏季奥林匹克运动会网球比赛，获得一枚铜牌。